# Sandalodesmus salvadorii
Sandalodesmus salvadorii är en mångfotingart som först beskrevs av Filippo Silvestri 1895.  Sandalodesmus salvadorii ingår i släktet Sandalodesmus och familjen Chelodesmidae. Inga underarter finns listade i Catalogue of Life.